# Conversion religieuse
Pour les articles homonymes, voir conversion.

La Conversion de Saint Paul, par Le Caravage vers 1600.

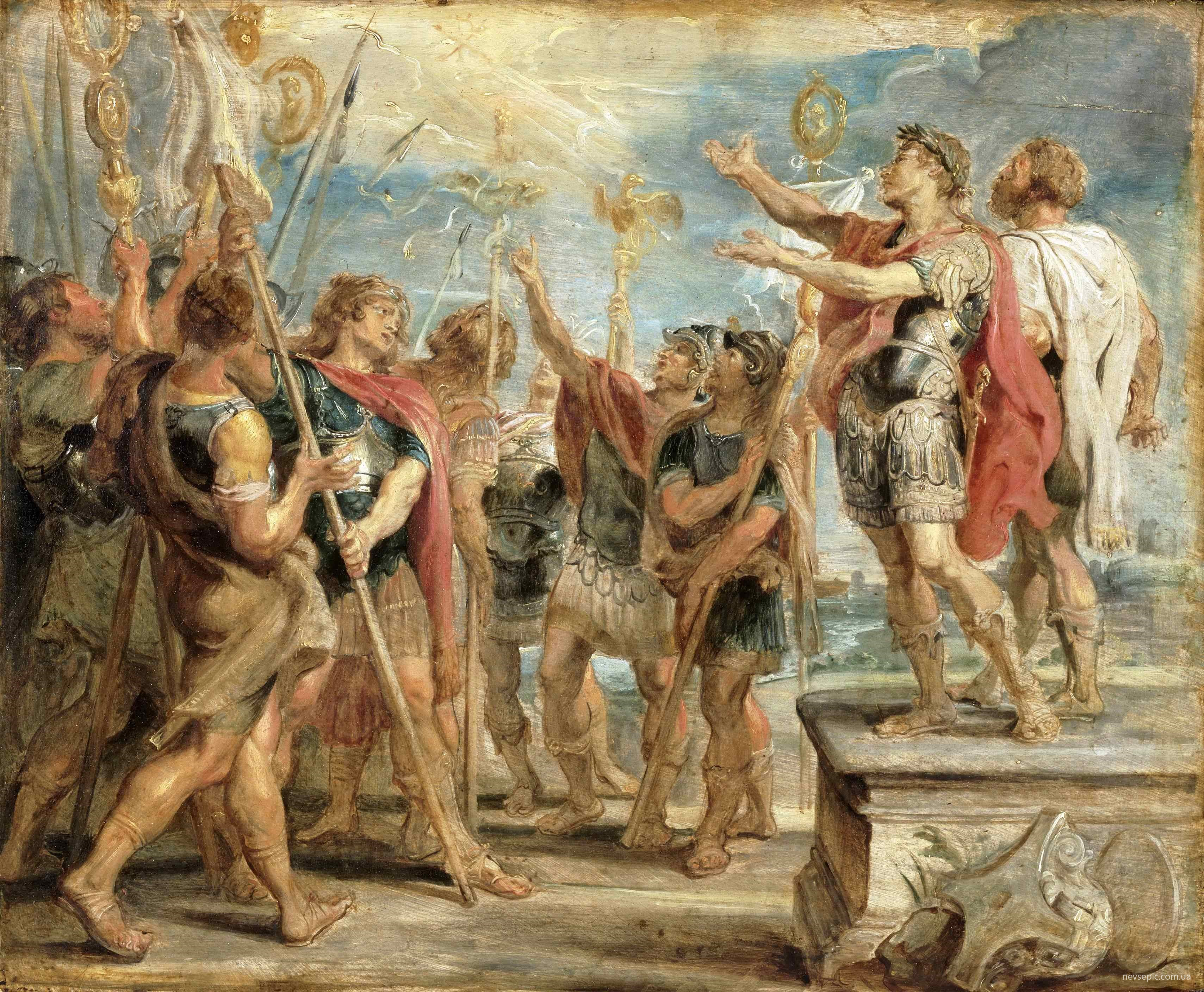
La Conversion de l'empereur Constantin, huile sur toile de Pierre Paul Rubens.

La conversion religieuse est le changement de religion d'un individu ou d'un groupe d'individus. La conversion peut être obtenue par la contrainte dans le cas d'une conversion forcée. Elle peut également avoir pour but d'obtenir un avantage comme l'obtention d'un titre de noblesse ou un mariage. Enfin, elle peut être l'aboutissement d'un cheminement personnel où des croyances religieuses, nouvelles ou anciennes, supplantent d'autres conceptions. L'individu décide alors de suivre une voie, et souvent abandonne ses habitudes et ses idées antérieures. Il rejoint un courant ou un groupe censé transmettre et pratiquer ces nouvelles valeurs. La conversion a une dimension fortement spirituelle, et peut relever d'une aspiration profonde voire ancienne ou, plus rarement, d'une illumination d'ordre mystique.
La conversion en tant qu'adoption d'une nouvelle religion est généralement marquée par l'entrée dans une Église , une synagogue, une mosquée, un groupe de croyants, et souvent accompagnée d'un acte symbolique : le baptême chez les chrétiens, la récitation sincère de la profession de foi chez les musulmans, la circoncision associée à l'observance des 613 Commandements chez les Juifs, la prise de refuge chez les bouddhistes... 
Dans un sens plus large, la conversion peut aussi désigner le retour aux valeurs originelles d'un engagement antérieur, donc sans changement de religion (ainsi celle de Pascal consignée par lui le 23 novembre 1654) mais qui va prendre un contenu différent selon la tradition dans laquelle elle se situe. 
Le bouddhisme, le christianisme et l'islam sont des religions prosélytes qui visent à la conversion d'autrui ; cela consiste à « faire connaître sa pensée, ses croyances religieuses pour rallier à sa foi de nouveaux adeptes ».

## Étymologie
Le mot latin, conversio a traduit le terme grec épistrophé qui désigne d'abord l'acte physique de revenir sur ses pas, désigne ensuite un changement d'attitude au profit des valeurs ancestrales, avec une connotation positive ; le mot évolue ensuite vers le choix d'un système de pensée à un autre.
Dans la tradition judaïque, le terme shub que l'on retrouve dans la Bible implique la rencontre de l'homme avec Dieu et la conclusion d'un pacte avec lui qui n'exclut pas la réciprocité, c'est-à-dire la « conversion de Dieu à l'homme »,.
En latin, conversio, à partir de son sens premier de transformation des choses, désigne un changement mental chez l'individu.
En français, la conversion est selon le Littré, l'« action de tirer les âmes hors d'une religion qu'on croit fausse pour les faire entrer dans une religion qu'on croit vraie ». La conversion personnelle est donc le fait « d'entrer dans une religion qu'on croit vraie ».

## Formes historiques

### Dans la Grèce antique
D'après Van Der Leeuw, toutes les religions antiques sont des religions d'équilibre : aux rites qui constituent un mode d'échange entre les divinités et l'homme ne correspond pas une expérience intérieure. Les religions antiques sont, en ce sens, tolérantes, et ne revendiquent pas la totalité de la vie intérieure des adeptes. Pour la même raison, elles admettent à leurs côtés d'autres cultes et d'autres rites. Même si la propagation de mouvements religieux comme les cultes dionysiaques donnent lieu à des phénomènes extrêmes, de nature extatique où l'initié est possédé par le dieu, il n'y a pas de conversion totale et exclusive.

### Cas exemplaires
Chaque religion propose à l'admiration et à l'émulation des figures qui ont vécu des conversions particulièrement émouvantes ou retentissantes ; certains de ces personnages ont d'ailleurs contribué à la propagation de leur religion.
C'est le cas, pour le bouddhisme, de la conversion du roi Ashoka deux siècles (268 av. J.-C.) après l'Illumination du Bouddha historique. Ashoka a fait apposer sur toute l'étendue de son royaume indien des stèles où il relate sa propre conversion au bouddhisme, et la transformation morale qui s’est opérée chez tous ses sujets à la suite de son illumination. Il fit du bouddhisme une religion officielle, et contribua ainsi fortement à son premier essor. Cela incite Pierre Hadot à distinguer la conversion au bouddhisme des phénomènes de diffusion des autres religions de l'antiquité.
Pour le christianisme, la conversion de Paul est un thème bien connu des historiens de l'art, par l'interprétation dramatique qu'elle permet. Elle a aussi sans aucun doute eu un effet d'amplification du message de Jésus-Christ au-delà des communautés juives. La conversion d'Augustin, qui avait mené une vie dissolue, racontée dans ses Confessions, a inspiré par la suite nombre de « retours à la religion » chez les chrétiens de toutes les époques, et notamment chez les Jansénistes[réf. nécessaire].
La conversion de l'empereur romain Constantin Ier en 312, fils d'une chrétienne, Hélène, entraîne progressivement la christianisation de l'Empire romain. Le taux de conversion des quelque 70 millions d'habitants de l'Empire fait débat et varie selon les auteurs et les régions entre 5 et 20 %.

### Campagnes et conversions forcées
Le prosélytisme est l'action d'essayer de convertir un individu à sa propre religion. C'est un terme introduit tardivement au XVIIIe siècle, souvent avec une connotation négative. Il désigne, selon les époques et la volonté des autorités, une méthode persuasive ou coercitive voire violente.
Ainsi, les États, les Églises ou d'autres groupes qui s'en sont réclamés ont mené de véritables campagnes de conversion. Elles ont pu recourir aux pressions sociales ou économiques (protestants en France), à la violence (Inquisition sur les conversos juifs et les moriscos (musulmans) voués au bûcher, Premières Nations en Amérique), voire à une obligation légale (par exemple, le décret de l'Alhambra pour les Juifs en Espagne).

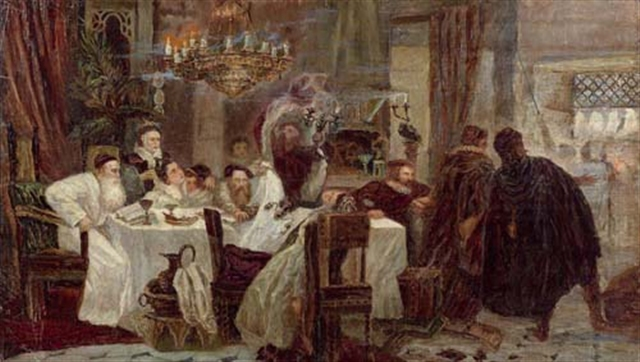
Les Marranes par Moshe Maimon, 1893

Dans le monde juif qui a donc connu d'innombrables conversions à la religion dominante des États où les Juifs habitaient et où ils se réfugiaient, principalement le catholicisme et l'islam, souvent quand le seul choix était « le baptême ou la mort », la conversion ou une vie de persécutions, on appellera :
- les Juifs convertis, des conversos ;
- les Juifs convertis de force, des anoussim ;
- les Juifs convertis de force mais pratiquant secrètement le judaïsme dans le monde sépharade (issus de la péninsule ibérique), des marranes ;
- les convertis volontaires, les apostats, meshumadim[11],[12].

Les descendants des populations musulmanes espagnoles converties au christianisme par le décret des rois catholiques du 14 février 1502 s'appellent les morisques.

## Dans le judaïsme
Le judaïsme étant une religion universelle, la conversion n'y est généralement pas encouragée, bien qu'elle existe depuis l'origine, tel qu'indiqué dans la Bible et jusqu'à nos jours. L'universalisme du judaïsme s'entend à travers la « sanctification du Nom de Dieu » mais également dans son déploiement à travers le christianisme qui s'en réclame et l'islam, les deux en ayant adopté des fondements.

## Cas du christianisme
La conversion est souvent évoquée dans le Nouveau Testament et est un thème d'une grande importance dans la plupart des branches du christianisme, religion prosélyte visant ainsi à la conversion,.

### Catholicisme

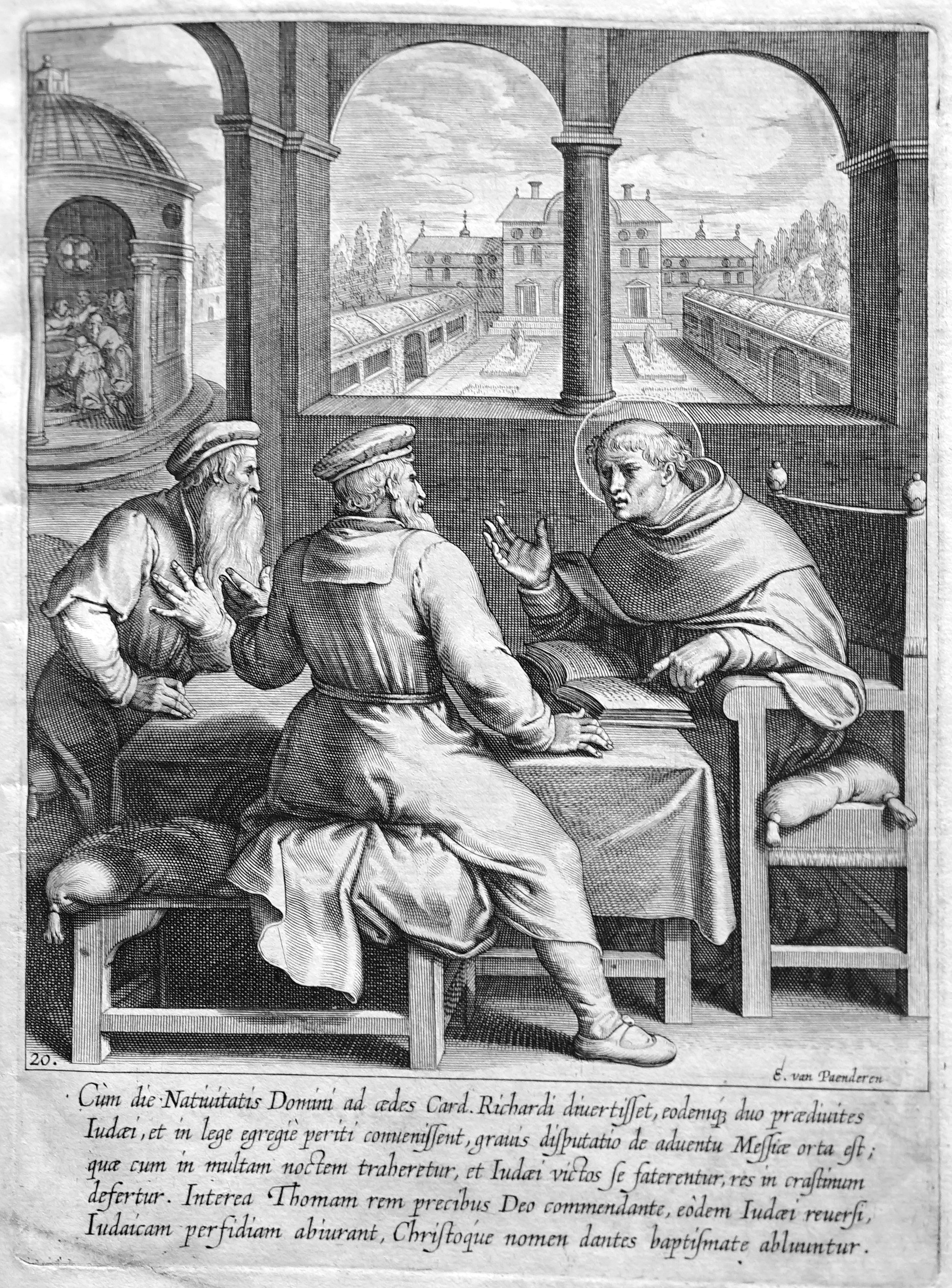
« Thomas d'Aquin convertit deux rabbins » par O. van Veen et Egbert van Panderen, 1610

Le baptême est le sacrement par lequel une personne entre dans une démarche de conversion initiale. Le baptême permet d'obtenir la rémission des péchés.
Pour un baptisé, la conversion du cœur engage la pénitence. Ainsi, pour les catholiques, la conversion peut s'inscrire dans le cadre du sacrement de pénitence et de réconciliation : selon le catéchisme de l'Église catholique, « la conversion se réalise dans la vie quotidienne par des gestes de réconciliation, par le souci des pauvres, l’exercice et la défense de la justice et du droit (cf. Am 5, 24 ; Is 1, 17), par l’aveu des fautes aux frères, la correction fraternelle, la révision de vie, l’examen de conscience, la direction spirituelle, l’acceptation des souffrances, l’endurance de la persécution à cause de la justice ».
Le christianisme étant une religion prosélyte, la période de l'Inquisition dura des siècles, étendant son bras sur la majeure partie des pays d'Europe, période émaillée de nombreux procès pour hérésie, pour judaïsme ou mahométisme, d'autodafés, d'actes de pénitence et de réconciliation, et d'exécutions,.

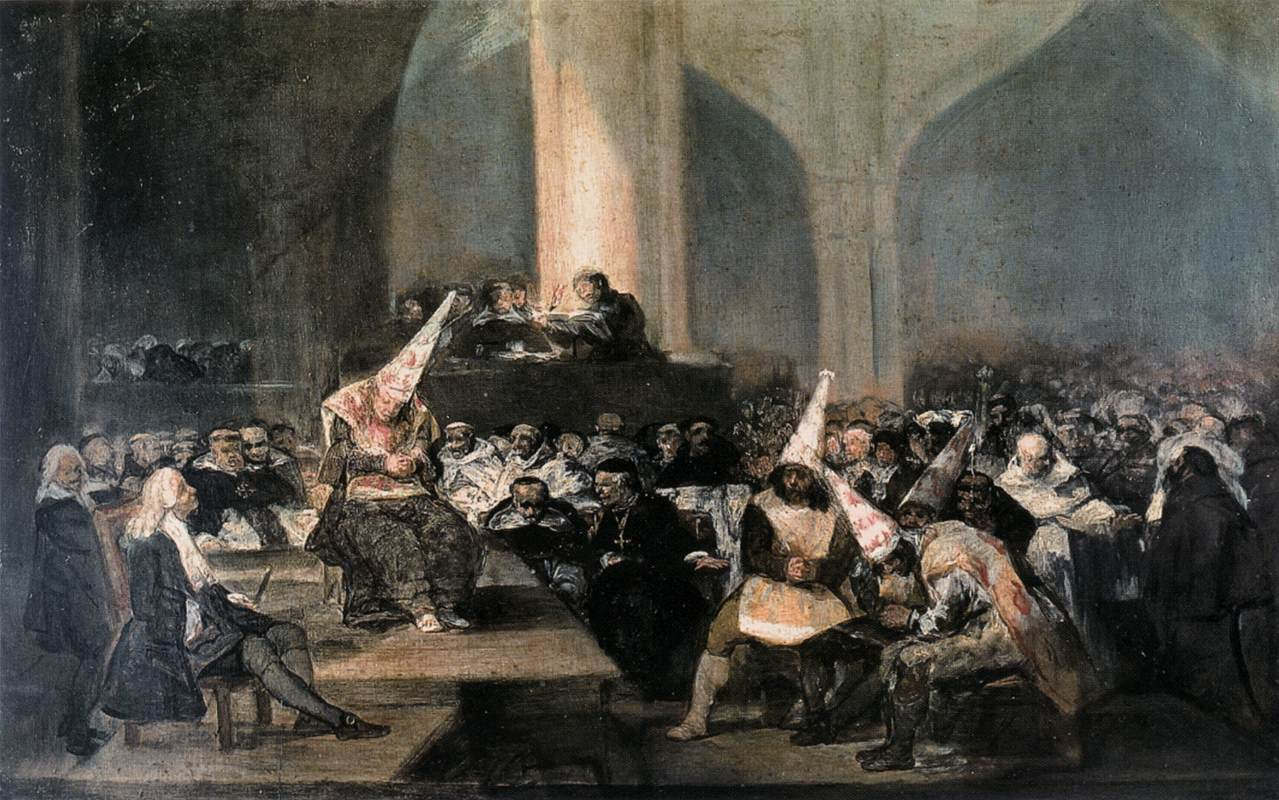
Pénitent sur l'estrade, vêtu d'un sambenito (vêtement d'infamie) et chapeauté d'un coroza devant Le tribunal de l'Inquisitión, Goya, 1812-19
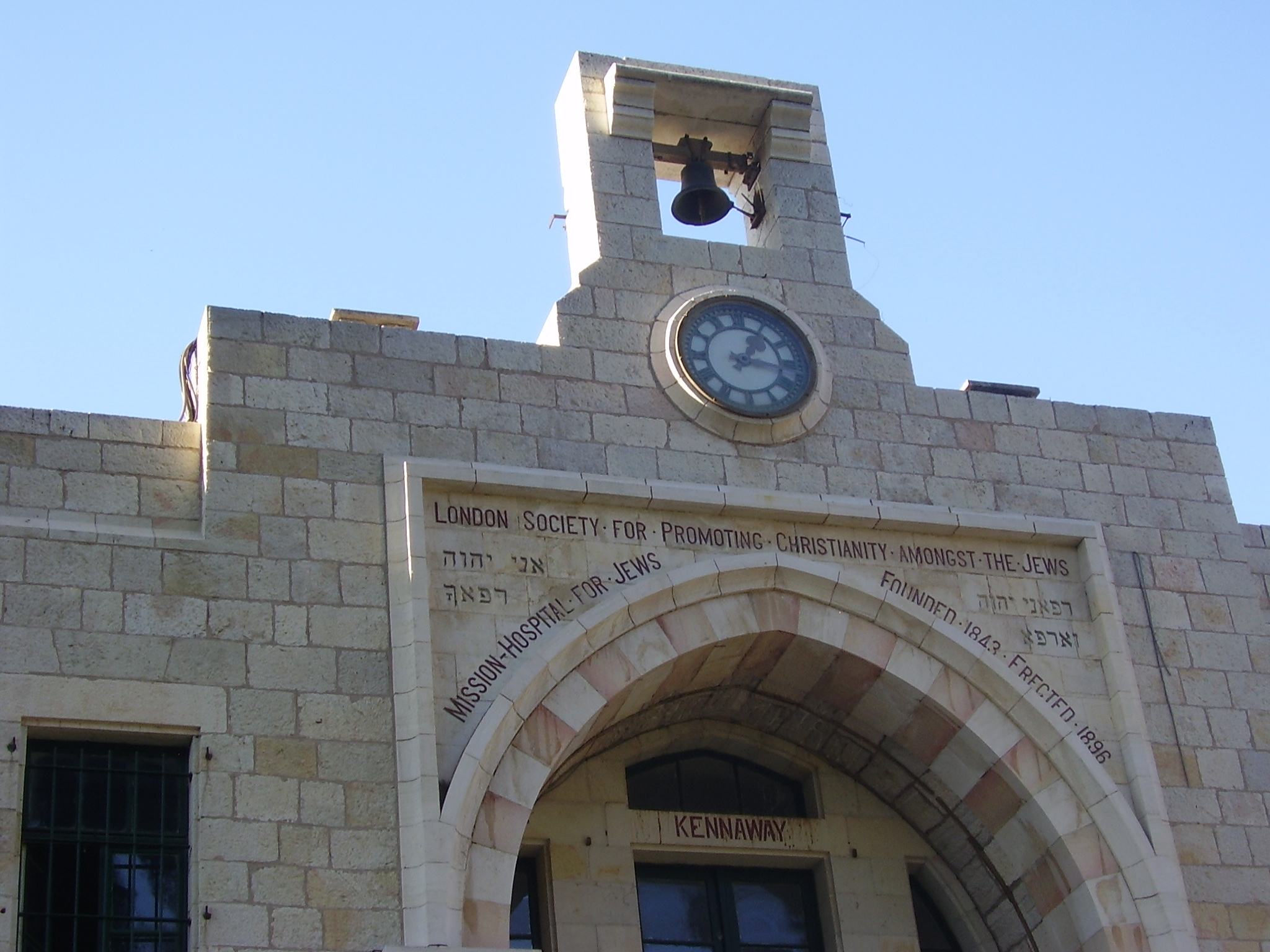
Hôpital de la mission prosélyte anglaise pour « promouvoir le christianisme auprès des Juifs », fondée en 1843, Jérusalem
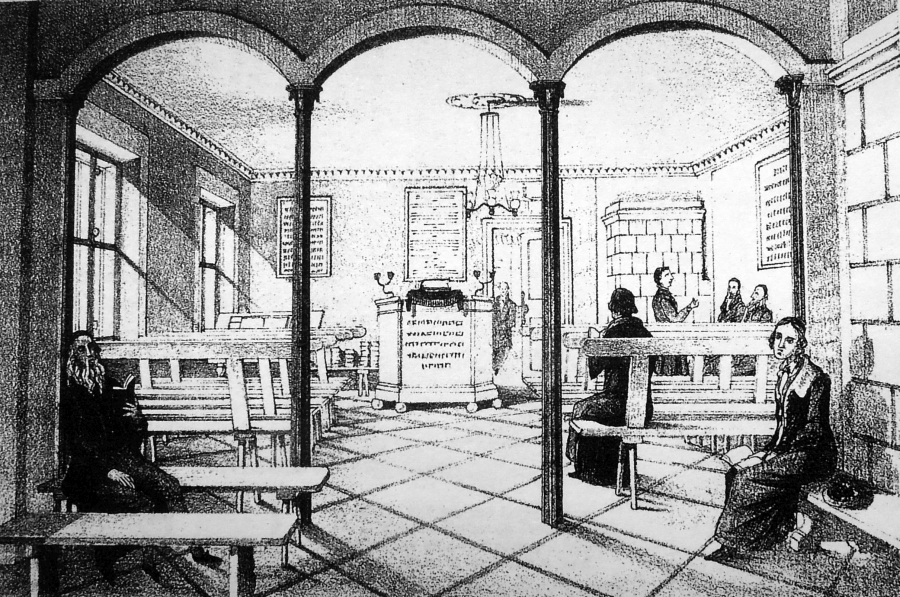
Chapelle de l'Institut pour les convertis juifs de la London Society pour la promotion du christianisme parmi les Juifs à Varsovie, 1846

### Protestantisme
Dans le protestantisme multitudiniste comme chez les évangéliques, la conversion est d'abord vue comme un acte de foi (ou de confiance) vis-à-vis de Dieu, qui s'accompagne d'une repentance par rapport à son mode de vie antérieur et de l'engagement d'une nouvelle vie fondée sur l'obéissance aux commandements du Christ, donc de signes visibles dans certains courants mais pas nécessairement, dont fait aussi partie la participation à la vie de la communauté chrétienne. Les églises évangéliques accordent une forte importance au passage de chacun par cette expérience personnelle.
Le baptême sanctionne en principe cette étape, mais il est possible de vivre une expérience de conversion après le baptême, notamment bien sûr dans le cas des églises pédobaptistes (qui baptisent les nourrissons et non les adultes).

## Cas du bouddhisme

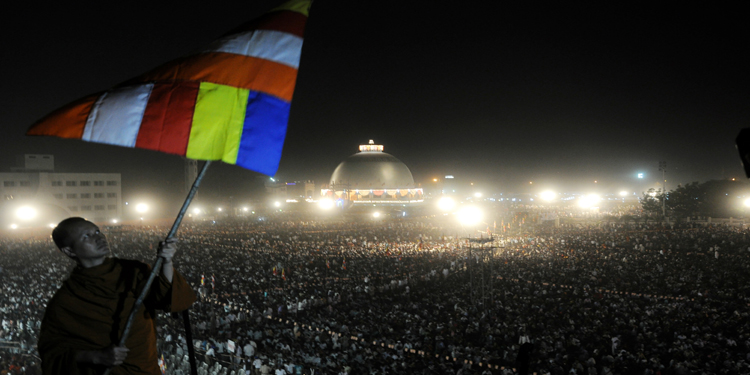
Célébration en octobre 2012 de la conversion de masse de dalits (Intouchables) au bouddhisme, le 14 octobre 1956, à Deekshabhoomi.

Dans son entretien avec Jean-Paul Ribes au sujet de son livre La Force du bouddhisme, Jean-Claude Carrière remarque : « Ce qui vous permet définitivement de conclure à l'authenticité d'un maître bouddhiste, c'est qu'il ne vous dira jamais : « Venez à moi, convertissez-vous » ». Il ajoute « Le dalaï-lama va plus loin : « Ne vous convertissez pas », affirme-t-il, vous avez tout ce qu'il vous faut là où vous êtes, sachez vous en servir. Prenez dans le bouddhisme ce qui vous sert à devenir meilleurs. Si vous voulez aller plus loin, devenir moine ou nonne, c'est possible. Mais il faudra faire les choses sérieusement. Étudier une dizaine d'années, prononcer une centaine de vœux, apprendre le tibétain et le sanskrit, etc. ».

## Perspectives critiques
Le phénomène de conversion peut être étudié à l'échelle individuelle, et dans ce cas, il relève de la psychologie, ou à l'échelle du groupe et il relève de la sociologie ou de l'anthropologie. Les conversions de groupes humains peuvent à leur tour être étudiées dans une perspective historique. Une religion particulière, enfin, peut donner un sens théologique à la conversion.
Pierre Hadot, professeur au Collège de France, a mené une analyse poussée du phénomène de conversion, distinguant un double mouvement contradictoire entre un retour aux sources, à une situation originelle supposée pure et parfaite, et au contraire la projection de soi dans un ordre nouveau, une renaissance qui répare les défauts initiaux. Dans cette ambivalence, « l’idée de conversion représente une des notions constitutives de la conscience occidentale » ; « on peut se représenter toute l’histoire de l’Occident comme un effort sans cesse renouvelé pour perfectionner les techniques de conversion », la conversion étant alors vue comme un mouvement de progrès fait de retours en arrière et de ruptures innovantes.
D’un autre point de vue, la conversion n’implique pas toujours une transformation radicale. Les personnes concernées distinguent toujours l’avant et l’après conversion, mais analysée plus largement, la conversion n’entraîne pas nécessairement un changement majeur sur le plan des ontologies. Plutôt, la conversion peut être vue comme un phénomène de transition, où tant des changements sont constatés, comme en optant pour certaines pratiques plutôt que d'autres et en ayant recours à de nouveaux imaginaires, tout en maintenant certaines continuités. Ainsi, l'identité n'est pas forcément transformée.

## Dans le droit international
La Déclaration universelle des droits de l'homme adoptée par les Nations unies définit la conversion religieuse comme l'un des droits humains : « Toute personne a droit à la liberté de pensée, de conscience et de religion ; ce droit implique la liberté de changer de religion ou de conviction […] » (article 18). Cette affirmation fait cependant l'objet de controverses, certains groupes interdisant ou restreignant la conversion religieuse.
Le Pacte international relatif aux droits civils et politiques, conçu par le Comité des droits de l'homme des Nations unies sur la base de la Déclaration universelle des droits de l'homme, établit de plus que « personne ne peut faire l'objet de mesures coercitives visant à restreindre sa liberté d'avoir ou d'adopter la religion ou la croyance de son choix » (article 18.2). Le Comité des droits de l'homme a publié en 1993 un commentaire au sujet de cet article : « Le Comité fait observer que la liberté "d'avoir ou d'adopter" une religion ou une croyance implique nécessairement la liberté de choisir une religion ou une croyance, mais aussi le droit de passer d'une religion à une autre, ou d'abandonner une religion pour des conceptions athées […] L'article 18.2 interdit toute mesure coercitive qui irait à l'encontre du droit d'avoir ou d'adopter une religion ou une croyance, y compris la menace de faire usage de la force physique ou de sanctions pénales pour contraindre des non-croyants à adhérer à des croyances religieuses ou à une confession particulière, pour les amener à abjurer leur religion ou leurs croyances, ou pour les convertir » (CCPR/C/21/Rev.1/Add.4, commentaire d'ordre général numéro. 22).

## Pour aller plus loin
- Inès Bouguerra, « Essai de modélisation trialectique de la conversion religieuse », Nouvelles perspectives en sciences sociales, vol. 16, no 1,‎ novembre 2020, p. 83-108 (lire en ligne)

Pour en savoir plus sur les études anthropologiques sur les conversions Laugrand a dressé une liste d'auteurs à lire, dont en voici une sélection par thème de recherche :
- Jack Goody, Marc Augé ou T.O. Beidelman : changements sociaux reliés à la conversion et aux prophétismes/mouvements religieux
- Comaroff et Comaroff[25]: « colonisation de la conscience », sur le rôle actif des prosélytes de la mission et la dimension hégémonique de la modernité et du colonialisme
- Mary[26],[27] et Meyer[28] : nouvelles identités africaines christianisées tendant vers le syncrétisme et vers le bricolage religieux
- Barker[29] : notion d'invention de la tradition, pour saisir la transformation des institutions et des valeurs morales, la conversion comme nouvelle identité
- Yona Ghertman, Une identité juive en devenir, la conversion au judaïsme, 2015, éditions Lichma
- Harkin et Kan[30] : la conversion des peuples autochtones en Amérique du Nord
- Meyer[28], Robbins[31], Jorgensen[32], Fer et Malogne[33] : mouvements pentecôtistes et charismatiques
- Meyer et Pels[34] : cohabitation du religieux et de la modernité
- Engelke[35] : christianismes locaux
- Vilaça et Wright[36] : rôle des prosélytes autochtones
- Sperber[37] : transformation du sens du message de la conversion entre les missionnaires et les récepteurs locaux.